# Etilbenceno
El etilbenceno es un líquido inflamable, incoloro, de olor similar a la gasolina. Se le encuentra en productos naturales tales como carbón y petróleo, como también en productos de manufactura como tinturas, insecticidas y pinturas.
El uso principal del etilbenceno es para fabricar otro producto químico, estireno y por la polimerización de este, se obtiene el poliestireno, que sirve en la fabricación de resinas, plásticos y hules. Otros usos incluyen como solvente, en combustibles, y en la manufactura de otros productos químicos.